# Fugees
Fugees (також The Fugees) — американське хіп-хоп тріо, створене в 1990 році в Саут-Орандж, Нью-Джерсі. Група отримала назву від скороченого слова «біженці» (англ. refugees). До її складу входять Лорін Гілл, Вайклеф Жан і Прас Мішель. Гурт став відомим у середині 1990-х завдяки новаторському поєднанню регі, ритм-енд-блюзу, фанку та хіп-хопу, який уникав гангста-репу і зробив їх одним із найвизначніших виконавців альтернативного хіп-хопу. Час від часу вони читали реп гаїтянською креольською мовою і були одним із перших хіп-хоп гуртів, які разом із The Roots включили живі інструменти під час своїх виступів.

## Історія
Лорін Гілл і Прас вперше зустрілися в Колумбійській середній школі в Мейплвуді, штат Нью-Джерсі. Прас, Лорін і спільна подруга Марсі Харіел створили музичне тріо під назвою Tyme; Згодом до них приєднався двоюрідний брат Праса, Вайклеф Жан, а незабаром Марсі покинула гурт. У 1993 році, після кількох концертів і записаних демо, тріо підписало контракт з Ruffhouse, який розповсюджувався через Columbia Records. Тоді учасники змінили назву групи на Fugees.
Їхній дебютний альбом, Blunted on Reality, вийшов 1 лютого 1994 року та поєднав елементи політичного хіп-хопу, джазу та неосоулу. Альбом отримав схвальні відгуки критиків та включав реміксовані Salaam Remi андерграундні хіти «Nappy Heads» і «Vocab». «Nappy Heads Remix» посів 49 місце в Billboard Hot 100.
У лютому 1996 року виходить другий альбом гурту The Score. Це був останній реліз Fugees перед їх розпадом наступного року.
The Score став одним із найбільших хітів 1996 року та одним із найбільш продаваних хіп-хоп альбомів усіх часів. The Fugees вперше привернули увагу своїми кавер-версіями старих пісень: «No Woman, No Cry» Боба Марлі & Wailers і «Killing Me Softly with His Song» (вперше записана Лорі Ліберман у 1971 році, перероблена Робертою Флек у 1973 році). «Killing Me Softly with His Song» став їхнім найбільшим хітом.
Альбом також містив повторну інтерпретацію пісні The Delfonics «Ready or Not Here I Come (Can’t Hide From Love)» у їхньому хіт-синглі «Ready or Not», який містив видатний семпл «Boadicea» Енії без її дозволу. Це закінчилося судовим процесом, згідно з яким Енія отримала гонорар за її семпл. 
The Score посів перше місце в чарті Billboard 200 та отримав 7-платиновий сертифікат від Асоціації звукозаписної індустрії Америки (RIAA).
У 1997 році Fugees отримали дві премії «Греммі» за The Score (Найкращий реп-альбом) і «Killing Me Softly» (Найкраще R&B-виконання дуетом або групою). Це був другий раз, коли реп-альбом номінувався на цю премію.
Їхній виступ у 1997 році на Гаїті став найбільшим концертом, який коли-небудь проводився в країні. Вони також співпрацювали з Bounty Killer над синглом «Hip-Hopera», який провів кілька тижнів у чарті Billboard Hot 100. Пізніше Fugees розпалися через внутрішні конфлікти, що змусило кожного з учасників продовжити сольну кар'єру. У 1998 році Лорін Гілл випустила свій дебютний сольний альбом The Miseducation of Lauryn Hill, який став класикою.
З тих пір вони ненадовго возз'єдналися для живих виступів і турів возз'єднання. У вересні 2021 року Fugees оголосили про тур возз’єднання, щоб відзначити 25-річчя свого альбому The Score. У п’ятницю, 29 жовтня 2021 року, Fugees оголосили, що дати їхнього туру возз’єднання перенесено на початок 2022 року. Однак 21 січня 2022 року Fugees опублікували заяву, в якій говориться, що вони не поїдуть у тур через пандемію COVID-19.
Востаннє вони виступали разом влітку 2023 року.
Загалом разом вони виграли дві премії «Греммі», нагороду Brit Award for International Group і Медаль Пошани від президента Гаїті Рене Преваля. Вони є однією з найбільш продаваних хіп-хоп груп усіх часів і були другою найбільшою R&B-групою у світі після Майкла Джексона в 1990-х роках. MTV у 2007 та Billboard у 2023 році визнали The Fugees однією з найвидатніших реп-груп, а VH1 присудили їм 17 місце в списку «50 найкращих виконавців хіп-хопу» в 2003 році. The Score був включений до списку 500 найкращих альбомів за версією Rolling Stone. Зал слави рок-н-ролу назвав «Ready or Not» однією з пісень, які сформували рок-н-рол.

## Спадщина
Група продала понад двадцять два мільйони записів по всьому світу і є однією з найбільш продаваних хіп-хоп груп усіх часів. Багато музикантів вказали на вагомий вплив The Fugees, зокрема Боно, Дрейк, Каньє Вест, Akon, Black Eyed Peas, Young Thug, Бріджіт Мендлер, Шон Кінгстон, Ейва Макс, Doja Cat, Bastille, The Kid Laroi, Post Malone, DJ Khaled і Diplo.
Fugees часто називають однією з найвпливовіших і значущих груп 1990-х років. Їх часто вважають одними з остаточних альтернативних хіп-хоп виконавців, будучи одними з перших альтернативних хіп-хоп виконавців, які увірвалися в мейнстрім.
Фотографія групи, зроблена в 1994 році, зберігається в Національному музеї афроамериканської історії та культури.

## Дискографія
- Blunted on Reality (1994)
- The Score (1996)